# Klaksvíkar kommuna
Klaksvíkar kommuna is een gemeente op de noordoostelijke eilanden van de Faeröer. De gemeente ligt verspreid over drie eilanden en is qua inwoneraantal de op één na grootste van de hele archipel (na de hoofdstad Tórshavn). Naast de stad Klaksvík omvat de gemeente o.m. de dorpen Árnafjørður, Norðoyri, Ánir en Strond op het eiland Borðoy. Sind het jaar 2005 behoort de vroegere gemeente Mikladals kommuna ook tot de gemeente Klaksvíkar zodat de gemeente sindsdien ook de dorpjes Trøllanes en Mikladalur op het eiland Kalsoy omvat. Ten slotte voegde zich op 1 januari 2009 ook de gemeente Svínoy op het eiland Svínoy (met het gelijknamige dorp) bij Klaksvík.

## Externe link

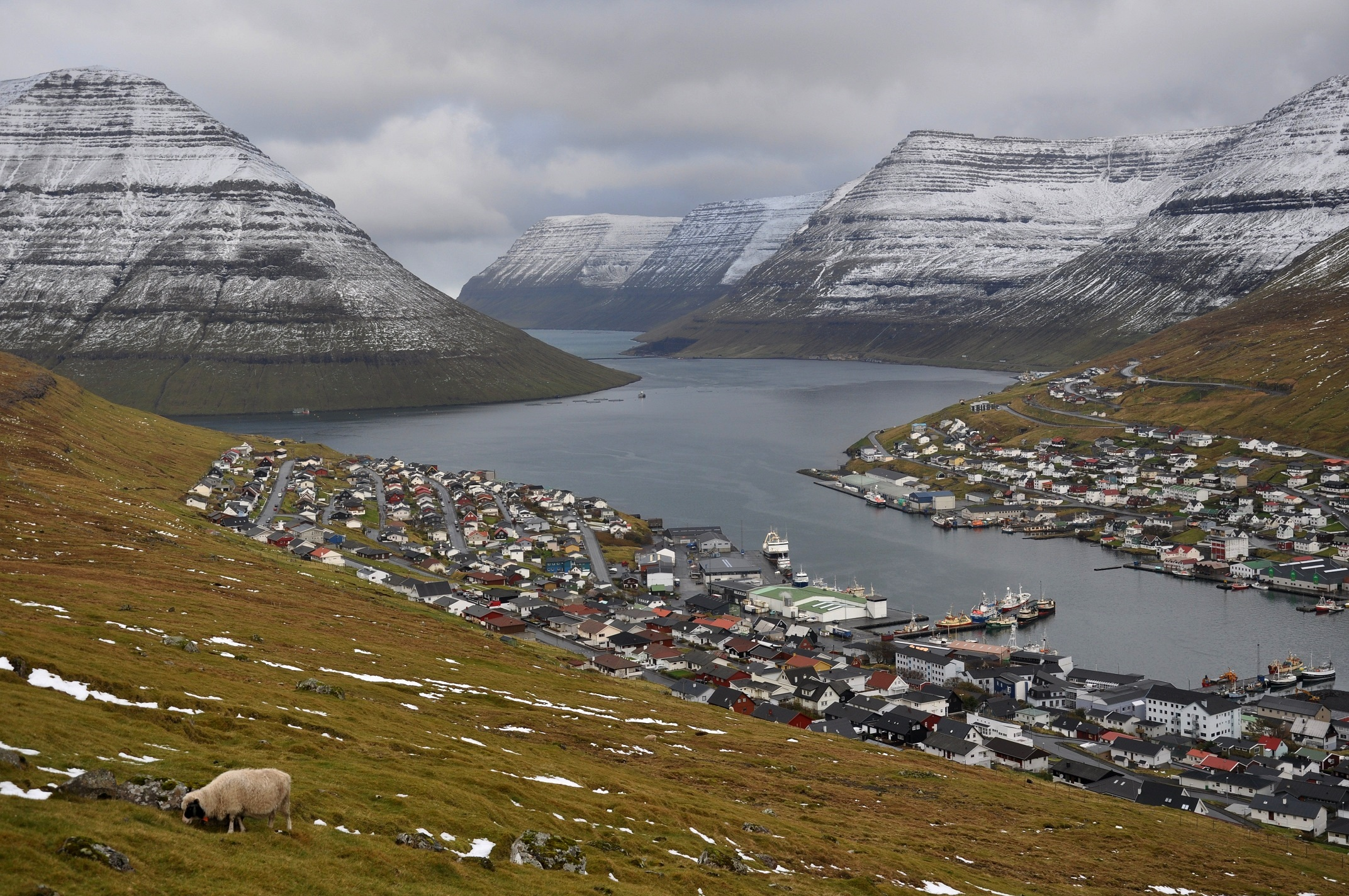
Klaksvík